# Zenoss
Zenoss ist eine auf dem Zope Application Server basierende Service-Monitoring-Software, die unter der GNU General Public License steht. Mit ihr können Systemadministratoren über ein Web-Interface im Browser die Verfügbarkeit sowie die Performance von Servern und Netzwerkkomponenten überwachen.
Erik Dahl begann die Zenoss-Entwicklung im Jahr 2002 und gründete 2005 die Firma Zenoss Inc., die die Open-Source-Entwicklung finanziert und eine kommerzielle Version von Zenoss vermarktet.

## Technologie
Neben eigenem Code greift Zenoss auf eine Reihe von Open-Source-Paketen zurück:
- Zope Application Server
- der Programmiersprache Python
- SNMP: Netzwerk-Monitoring-Protokoll
- RRDtool: Paket für Logging und Diagrammerstellung zeitbasierter Daten
- MySQL-Datenbank
- Twisted: event-basierte Netzwerk-Bibliothek in Python

Zenoss Core umfasst folgende Funktionalität:
- Monitoring der Verfügbarkeit von Netzwerk-Devices über SNMP, SSH und WMI
- Monitoring von Netzwerk-Diensten (HTTP, POP3, NNTP, SNMP, FTP)
- Monitoring von Host-Ressourcen
- zeitbasiertes Performance-Monitoring
- erweitertes Windows-Monitoring über Windows Management Instrumentation unter Verwendung von Samba (Software) und Open-Source-Erweiterungen
- Management von System-Events zur automatisierten Benachrichtigung
- Discovery von Netzwerk-Komponenten
- Unterstützung des Nagios-Plugin-Formats
- Event-Verwaltung, die das Kommentieren von Alarmen ermöglicht

### Plattformen
Zenoss Inc. listet die folgenden Betriebssysteme für Zenoss Core auf der Download-Seite:
- Red Hat Enterprise Linux / CentOS (4, 5)
- Fedora (9, 10, 11)
- Ubuntu (6.06, 8.04, 10.04)
- Debian (5)
- SuSE (10.X)
- OpenSUSE (10.3, 11.1)
- macOS (10.5 Intel, PPC from source, 10.6)
- VMware Appliance
- FreeBSD (6.x and 7.x from source)
- Solaris (10 from source)
- Gentoo (from source)

Der Stack-Installer und der Quellcode lassen sich auf anderen Linux- und Unix-Systemen installieren.

### ZenPacks
ZenPacks sind eine Plugin-Architektur, die die Kernfunktionalität von Zenoss erweitern. Dabei gibt es sowohl ZenPacks der Community wie auch solche, die nur Enterprise-Benutzern zur Verfügung stehen (siehe unten).

### Enterprise
Die Enterprise-Version umfasst zusätzlich zur Core-Version kommerziellen Support und einige Features wie „Synthetic Web Transactions“ und „globale Dashboards“. Nach Angaben von Sean Michael Kerner gibt es für Enterprise-Anwender auch Applikations-Monitor für Microsoft SQL-Server und Exchange.